# Innvik
Innvik är en tätort i Stryns kommun i Vestland fylke i västra Norge. Orten har tidigare utgjort centralort i dåvarande Innviks kommun i Sogn og Fjordane fylke.